# الصدمة والترويع (فلم)
الصدمة والترويع (بالإنجليزية: Shock and Awe) فيلم دراما أمريكي من إخراج روب راينر سنة 2017. وبطولة كل من وودي هارلسون، تومي لي جونز، جيمس مارسدن، ميلا جوفوفيتش، جيسيكا بيل.
تم عرض الفيلم لأول مرة في مهرجان زيوريخ السينمائي في 30 سبتمبر 2017، وتم إصداره من خلال (DirecTV Cinema) في 14 يونيو 2018، قبل إصدار محدود في 13 يوليو 2018 بواسطة (Vertical Entertainment).
يتناول الفيلم عالم الصحافة ودورها في الكشف عن المؤامرات السياسية التي تتصف بالخداع وتضليل الناس.

## القصة
يتحدث الفليم عن مجموعة من الصحفيين في مكتب (Knight Ridder) بواشنطن الذين يُحقّقون في أسباب غزو إدارة بوش للعراق عام 2003.

## روابط خارجية
- مقالات تستعمل روابط فنية بلا صلة مع ويكي بيانات
- «الصدمة والترويع» يكشف تفاصيل مؤامرة غزو العراق

لا توجد روابط لمواقع التواصل الاجتماعي.